# جيري غولدستاين
جيري غولدستاين (بالإنجليزية: Jerry Goldstein)‏ هو مدير مواهب ومنتج أسطوانات وملحن وموسيقي وكاتب أغاني أمريكي، ولد في 17 فبراير 1940 في بروكلين في الولايات المتحدة.

## وصلات خارجية
- جيري غولدستاين على موقع ميوزك برينز (الإنجليزية)
- جيري غولدستاين على موقع أول ميوزيك (الإنجليزية)
- جيري غولدستاين على موقع ديسكوغز (الإنجليزية)